# Hadsund Tekniske Skole (bygning)
Hadsund Tekniske Skole skulle opføres for Hadsund Håndværkerforening i 1913, men der gik der brok i tilladelserne og tilskud fra ministeriet, så den blev først indviet den 8. februar 1915. Bygningen er tegnet af arkitekt Morten Skøt, der også var lærer ved Teknisk Skole.
Den blev benyttet af Teknisk Skole fra 1915. I 1928 oprettede Hadsund Håndværkerforening også en Handelsskole, der fik til huse i den samme bygning. Senere i 1939 blev den også brugt til vandrerhjem. Under 2. verdenskrig blev bygningen meget medtaget. Skoleåret 1961-1962 var det sidste, før alt undervisning blev flyttet til Hobro. I slutningen af 1960'erne blev den brugt som ekstra klasselokaler for Hadsund Kommuneskole indtil den nye fløj ud mod Kirkegade stod færdig i 1970'erne. Da Hadsund Uddannelsescenter blev oprettet i 1982, kom nogle fag tilbage til byen. Den Gamle Teknisk Skole er nu indrettet til beboelse. De nuværende ejere har lavet hele huset til beboelse, og velholdt det gamle som kunne gemmes. Selv trappen i hele huset er den gamle.